# Jan Mosander
Jan Eric Gustaf Mosander, född 13 augusti 1944 i Stockholm, är en finlandssvensk journalist och författare. Han har främst varit verksam i Sverige.

## Biografi
Mosander föddes i Stockholm men växte upp i Helsingfors. Han arbetade i Finland som reporter på tidningarna Västra Nyland i Ekenäs och Nya Pressen i Helsingfors. 1968 blev han reporter på Expressen i Stockholm. Han var korrespondent i Tyskland för Expressen 1970–1973 och för Sveriges Radio 1994–1997. Mosander har tilldelats ett flertal journalistpriser, bland annat Stora Journalistpriset i kategorin radio 1987, tillsammans med Börje Remdahl och Thorbjörn Spängs, när han var med och avslöjade Boforsaffären. Mosander var anställd på Aftonbladet 1979–1983, Sveriges Radio 1983–2007 med några avbrott som reporter på Sveriges Television. På Sveriges Radio har han bland annat arbetat som inrikesreporter på Ekoredaktionen med ansvar för "projekt av undersökande karaktär". Mosander har en karakteristisk finlandssvensk röst. Enligt egen utsago fick han under sin tid på Sveriges Radio beröm av många äldre hörselsvaga lyssnare för sitt tydliga språk.
Mosander har under lång tid bevakat Palmemordet, vårvintern 1987 kontaktades han av bokförläggaren Ebbe Carlsson angående att delta i ett bokprojekt i ämnet. Då det inte var förenligt med Mosanders tjänst på Sveriges Radio tackade han genast nej. I juni 1988 avslöjades Ebbe Carlsson-affären, en politisk skandal där Carlsson med stöd av justitieminister Anna-Greta Leijon och med tillgång till hemlig information och olaglig avlyssningsutrustning bedrivit en privat utredning av det så kallade PKK-spåret. Efter att affären avslöjades erkände Carlsson för Mosander att bokprojektet varit en förevändning för att få Mosander att delta som en slags utredare.
Den 2 juli 1987 var han värd för Sommar i P1 på Sveriges Radio och den 9 augusti 2022 för Vegas sommarpratare i Yle Vega.
Jan Mosander var 1975–1977 gift med fotografen Ulla Lemberg (född 1946) och är sedan 1987 gift med Ingalill Mosander (född 1943), som också är journalist. Makarna Mosander överlevde Costa Concordia-katastrofen 2012. Han har också tidigare råkat vara närvarande vid stora nyhetshändelser, bland annat vid OS i München sommaren 1972 när terrordådet skedde och i New York 1979 när kärnkraftsolyckan i Harrisburg inträffade.

## Böcker
- Konsten att undersöka företag (tillsammans med Ragnar Boman och Mats Edman), Tidens förlag, 1989, ISBN 915503409-8
- Berlin: Krutrök, murbruk och delikatessdiskar, Bonnier Fakta, 2005, ISBN 91-85015-57-1
- Pengarna som försvann, Fischer & Co, 2008, ISBN 978-91-85183-55-5
- Så bra svenska du talar! (medverkan i antologi), Söderströms, 2011, ISBN 978-951-52-2837-6
- Bland spioner, kommunister och vapenhandlare, Fischer & Co, 2012, ISBN 978-91-86597-32-0
- Berlin - med en vägledning till det kommunistiska och nazistiska Berlin, Fischer & Co, 2014, ISBN 978-91-86597-73-3, som e-bok m. bilder i färg, uppdaterad 2016 ISBN 978-91-88243-04-1 (E-pub - Enhanced 2016)
- Images of Sweden (medverkan i antologi), 2016, ISBN 978-91-89672-77-2
- Sverige och Finland (medverkan i antologi), 2017, ISBN 978-91-89672-94-9
- Bland myglare, ministrar och miljardärer, Lind & Co, 2020, ISBN 978-91-7903-249-4
- Berlin - Med en guide till stadens kommunistiska och nazistiska historia, Lind & Co, 2023 ISBN 978-91-8018-241-6